# Митавский 14-й гусарский полк
Митавский 14-й гусарский полк
Старшинство: 18.06.1805 г.
Полковой праздник: 9 мая, день перенесения мощей св. Николая Чудотворца.

## Места дислокации
- 1820 — г. Нежин Черниговской губернии[1].

## Форма 1914 года
Общегусарская форма. Доломан,тулья,клапан - пальто,шинели - тёмно-зелёный, шлык,околыш,погоны,варварки,выпушка - жёлтый, металлический прибор - серебряный.

### Флюгер
Цвета: Верх - жёлтый, полоса - белый, низ - тёмно-зелёный.

## Знаки различия

### Oфицеры
| Описание                    | Знаки различия по состоянию на 1908-1917 гг. | Знаки различия по состоянию на 1908-1917 гг. | Знаки различия по состоянию на 1908-1917 гг. | Знаки различия по состоянию на 1908-1917 гг. | Знаки различия по состоянию на 1908-1917 гг. | Знаки различия по состоянию на 1908-1917 гг. |
| --------------------------- | -------------------------------------------- | -------------------------------------------- | -------------------------------------------- | -------------------------------------------- | -------------------------------------------- | -------------------------------------------- |
| Шнуры наплечные на доломане |                                              |                                              |                                              |                                              |                                              |                                              |
| Чин / звание                | Полковник                                    | Подполко́вник                                 | Ротмистр                                     | Штабс-ротмистр                               | Пору́чик                                      | Корнет                                       |
| Группа                      | Штаб-офицеры                                 | Штаб-офицеры                                 | Обер-офицеры                                 | Обер-офицеры                                 | Обер-офицеры                                 | Обер-офицеры                                 |

### Унтер-офицер и  Рядовые
| Описание                    | Знаки различия по состоянию на 1908-1917 г. | Знаки различия по состоянию на 1908-1917 г. | Знаки различия по состоянию на 1908-1917 г. | Знаки различия по состоянию на 1908-1917 г. | Знаки различия по состоянию на 1908-1917 г. | Знаки различия по состоянию на 1908-1917 г. |
| --------------------------- | ------------------------------------------- | ------------------------------------------- | ------------------------------------------- | ------------------------------------------- | ------------------------------------------- | ------------------------------------------- |
| Шнуры наплечные на доломане |                                             |                                             |                                             |                                             |                                             |                                             |
| Воинское звание             | Подпрапорщик                                | Вахмистр                                    | Старший Унтер-офицер                        | Младший Унтер-офицер                        | Ефрейтор                                    | Гусар                                       |
| Группа                      | Унтер-офицеры                               | Унтер-офицеры                               | Унтер-офицеры                               | Унтер-офицеры                               | Рядовые                                     | Рядовые                                     |

## История

### В императорской армии

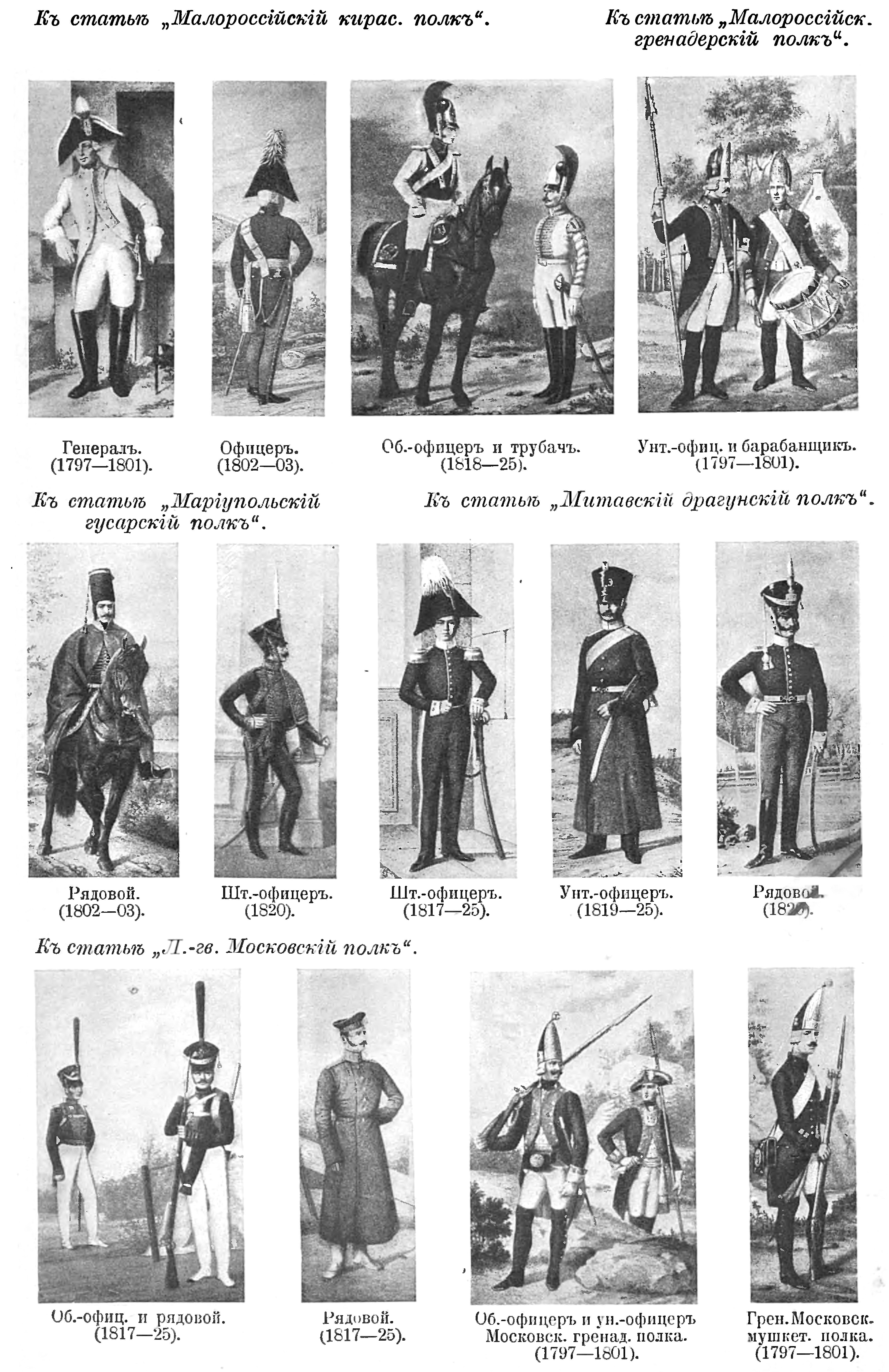
Рисунки из статьи «Митавский, 14-й гусарский, полк»
(«Военная энциклопедия Сытина»)

- 13 июня 1806 — Сформирован в городе Порхове полковником И. И. Алексеевым 5-эскадронный Митавский драгунский полк (из 2-х эскадронов драгун, состоявших при Московской полиции, а также полуэскадрона Лифляндского драгунского полка, взводов Орденского и Малороссийского кирасирских полков, Курляндского и Псковского драгунских полков с дополнением рекрутами).
- 27 августа 1806 — Учреждён запасный полуэскадрон.
- 8 ноября 1810 — Запасный полуэскадрон упразднён.
- 13 октября 1811 — Выделены чины на формирование Астраханского кирасирского полка.
- 27 декабря 1812 — Приведён в состав 6-ти действующих и одного запасного эскадронов.
- 7 мая 1815 — Усилен частью Московского казачьего графа Дмитриева-Мамонова полка.
- 14 декабря 1826 — Митавский гусарский полк.
- 20 декабря 1828 — Присвоен № 16.
- 18 октября 1829 — Вместо запасного эскадрона образован пеший резерв.
- 21 марта 1833 — Присоединены 1-й и 2-й эскадроны Конно-егерского Его Величества Короля Виртембергского полка. Назван гусарским Его Величества Короля Виртембергского полком. Передано старшинство и знаки отличия конно-егерского Его Величества Короля Виртембергского полка.
- 19 марта 1857 — Митавский гусарский Е. В. Короля Виртембергского.
- 25 марта 1864 — 14-й гусарский Митавский Е. В. Короля Виртембергского.
- 13 июля 1864 — 14-й гусарский Митавский.
- 23 мая 1865 — 14-й гусарский Митавский Е. К. В. Принца Прусского Альберта Младшего.
- 7 октября 1872 — 14-й гусарский Митавский Е. К. В. Принца Прусского Альберта.
- 8 сентября 1897 — Выделен эскадрон на формирование 53-го драгунского Новоархангельского полка. Взамен сформирован новый эскадрон.
- 30 октября 1906 — 42-й драгунский Митавский полк.
- 1906 — В полк переведены для исправления 40 нижних чинов, участвовавших в бунте на эскадренном броненосце «Князь Потёмкин-Таврический».
- 6 декабря 1907 — 14-й гусарский Митавский полк.
- 1 апреля 1918 — Расформирован в Череповце.

### В Белом движении
- 1919 — Дивизион полка создан во ВСЮР при 2-м Чеченском конном полку Чеченской конной дивизии, затем вошёл в состав 5-го гусарского Александрийского полка, затем — в состав Сводно-гусарского полка.
- 10 января 1920 — Развёрнут в полк.
- 8 августа 1920 — Эскадрон во 2-м кавалерийском полк.
- 9 мая 1927 — В Югославии создано полковое объединение («Общество Митавских гусар») в составе IV отдела РОВС.

### Боевые походы
- 1806-07 гг. - участвовал в сражении при Прейсиш-Эйлау и в нескольких арьергардных делах, отличился при Гутштадте, Гейльсберге и Фридланде.

1808-1809 гг. - русско-шведская война:
- 7.06.1808 г. - отряжен в отряд генерал-майора Алексеева для обороны Карелии
- 7.07.1808 г. - прибыл в Кемь
- 6.08.1808 г. - в составе войск, обложивших Кемь
- 20.09.1808 г. - 2 эскадрона участвовал в занятии д. Касурила
- 7.11.1808 г. - 1,5 эскадрона участвовали в занятии Пулькирро
- 24.06.1809 г. - часть полка участвовала в сражении при Гернефорсе

1813-1814 гг. — Заграничные походы:
- 29.07.1813 г. — выступил в поход в составе корпуса Ланжерона.
- 14.08.1813 г. - участвовал в деле на левом берегу р. Вислы
- 6.10.1813 г. — участвовал в сражении при Лейпциге

Первая мировая война
Полк активно действовал в годы Первой мировой войны. В сентябре - октябре 1914 г. 5-й эскадрон под командованием ротмистра А. А. Пушкина месяц действовал в тылу противника, соединившись с главными силами. 3 июля 1915 г. полк отличился в ходе конной атаки у Нерадова.
1917 г. — революция:
- 5.07.1917 г. — по распоряжению Временного Правительства, полк прибыл в Петроград для подавления выступления большевиков. Прибыв, полк разоружил 1-й и 2-й пулемётные полки и вооружённых рабочих. Взвод гусар под командованием штабс-ротмистра Загоскина привёл к повиновению кронштадских матросов. Когда полки 14-й дивизии были отправлены в Финляндию, в Гельсингфорсе 2-й эскадрон, заняв сейм, не допустил собраться местным депутатам, которые желали провозгласить Финляндию независимой от России.
- 1921 г. — полк эвакуирован в Сербию, где вместе с кадром 2-го лейб-драгунского Псковского полка нес пограничную службу в составе 20-й пограничной четы.
- 22.09.1921 г. — полк прибыл в штаб четы в г. Логатец в Словении.
- 26.09.1921 г. — полк заступил на охрану границы.

## Командиры полка
(Командующий в дореволюционной терминологии означал временно исполняющего обязанности начальника или командира).

### В императорской армии
- 23.10.1807 — 29.08.1814 — подполковник (с 12.12.1807 полковник, с 27.05.1813 генерал-майор) фон Гернгросс, Родион Фёдорович
- 29.08.1814 — 10.01.1817[4] — подполковник (с 30.08.1816 полковник) Дзевонский, Иван Андреевич
- 10.01.1817 — 15.05.1817 — полковник Степанов, Гавриил Иванович
- 15.05.1817 — 14.04.1818 — полковник Гундиус, Вилим Антонович
- 25.11.1818 — 01.01.1826 — полковник Ливанский, Лев Юрьевич
- 06.01.1826 — 13.09.1832 — подполковник (с 27.02.1826 полковник) барон Левенштерн, Иван Иванович
- 28.09.1832 — 07.02.1834 — полковник Лебедь, Осип Яковлевич
- 20.09.1844 — 07.10.1848 — полковник (с 06.12.1847 генерал-майор) Бертье, Маврикий Феликсович
- 24.12.1853 — 12.04.1858 — полковник (с 27.03.1855 генерал-майор) Рожнов, Евгений Петрович
- хх.хх.хххх — 18.03.1865 — полковник Энгельгардт, Василий Васильевич
- 18.03.1865 — 19.12.1865 — полковник Пионтковский, Рейнгольд Иванович
- 19.12.1865 — 10.03.1872 — полковник Горский, Август Адамович
- 18.03.1872 — 24.07.1875[5] — полковник Хитрово, Василий Николаевич
- 30.07.1875 — 06.01.1879 — полковник Штрандман, Карл Карлович
- 06.01.1879 — 25.06.1885 — полковник Скалон, Александр Антонович
- 25.06.1885 — 20.04.1893 — полковник Ермолин, Георгий Степанович
- 20.04.1893 — 24.04.1895 — полковник Готовский, Феофил Николаевич
- 02.05.1895 — 11.09.1898 — полковник Василевский, Николай Александрович
- 19.09.1898 — 21.06.1900 — полковник Ковальков, Николай Александрович
- 18.07.1900 — 01.09.1903 — полковник Тарновский, Людвиг Иосифович
- 21.10.1903 — 11.02.1909 — полковник Мошнин, Владимир Александрович
- 03.03.1909 — 06.07.1912 — полковник Вивьен де Шатобрен, Иосиф Иосифович
- 25.08.1912 — 08.12.1914 — полковник (с 25.09.1914 генерал-майор) Дабич, Михаил Фёдорович
- 31.12.1914 — 03.07.1915[6] — полковник Вестфален, Александр Иванович
- 07.09.1915 — 28.12.1916 — полковник Арапов, Николай Петрович
- 07.02.1917 — 16.09.1917 — полковник Гернгросс, Борис Владимирович
- 11.10.1917 — хх.хх.1918 — полковник Леонтьев, Михаил Евгеньевич

### В Белом движении
- Резниченко, Сергей Васильевич

## Шефы полка
- 23.06.1806-01.09.1814 — полковник (с 24.05.1807 генерал-майор) Алексеев, Илья Иванович
- 21.03.1833-13.06.1864 — Король Вюртембергский Вильгельм I
- 23.05.1865-30.10.1906 — принц Прусский Николай-Альбрехт-младший

## Боевые отличия
1. Полковой штандарт простой с надписями: «1805-1905» и «За войну с Французами в 1812, 1813 и 1814 годах». С Александровской юбилейной лентой. Вторая надпись пожалована 31.08.1871 г. в память отличия на киверах бывшего конно-егерского Его Величества Короля Виртембергского полка, получившего его 30.08.1814 г. Пожалован 13.06.1905 г.
2. Четыре серебряные трубы с надписью: «Конно-Егерскому Его Величества Короля Виртембергского полку, за храбрость при разбитии 30.000 Турок при креп. Шумле 23 Июля 1810 года». Пожалованы 30.08.1810 г.

## Известные люди, служившие в полку
- Акаро, Александр Васильевич
- Акимов, Николай Агафонович
- Гангардт, Николай Иванович
- Некрасов, Иван Михайлович
- Энгельгардт, Валентин Фёдорович

## Форма
Доломан темно-зелёный; шнуры белые; шлык, погоны, околыш жёлтые. Металлический прибор белый.